# Слуша-ай!..
«Слуша-ай!..» — советский телефильм 1963 года режиссёра Мери Анджапаридзе по мотивам рассказов Юрия Германа.

## Сюжет
О начале революционной деятельности Феликса Дзержинского и восстании в пересыльном остроге Александровского каторжного централа под Иркутском, когда ссыльные под его руководством выступили против тюремной администрации.

Из воспоминаний чекистов, из построенных на документальном материале рассказов Ю. Германа мы знаем, что пламенный рыцарь революции был мягкий, деликатный человек. Попытку показать Дзержинского — человека, сделала Мэри Анджапаридзе в фильме «Слуша-ай!» по сценарию А. Леонтьева.— Советский экран, 1964 год

## В ролях
- Юльен Балмусов — Феликс Дзержинский
- Геннадий Бортников — Антек
- Светлана Савёлова — Марийка
- Пётр Любешкин — Тимофеев
- Николай Прокопович — ротмистр
- Леонид Кмит — надзиратель
- Михаил Поляк — Борис Войтехович
- Виталий Ткаченко — Серёжа Баранов
- Георгий Бударов — сапожник из Вильно
- Эммануил Геллер — сапожник из Вильно
- Анатолий Касапов — жандарм
- Эдуард Бредун — заключённый

## О фильме
Фильм снят по рассказам Юрия Германа о Феликсе Дзержинском, начатые им по совету Максима Горького, рассказы публиковались в журналах с 1938 года и составили сборник «Рассказы о Дзержинском», позже на эту тему им была создана пьеса «За тюремной стеной» («Нева», 1956), с успехом шедшая в конце 1950-х начале 1960-х годов в театрах.
Первая работа в роли Феликса Дзержинского специализировавшегося на этой роли в 1960-е годы актёра Юльена Балмусова.

В заглавной роли нового телевизионного фильма «Железный Феликс» снимался недавний выпускник щепкинского театрального училища Юльен Балмусов. Когда он смывал грим, многие удивлялись: как это они раньше не замечали портретного сходства молодого артиста с Феликсом Дзержинским?— Огонёк, 1964 год
В 1960—1970-е годы фильм неоднократно показывался по телевидению:

Впоследствии фильм не раз демонстрировался по телевидению; я смотрел его осенью 1977 года. В нём было то, что в свое время восхитило Берггольц в пьесе «За тюремной стеной»: истинная революционная патетика, полный обаяния образ молодого революционера, брошенного в тюрьму царскими жандармами, но полного веры в будущее и продолжающего борьбу.— Лев Ильич Левин